# Порождающий принцип
При изучении иностранного языка порождающий принцип (англ. Generative principle) отражает способность человека производить бесконечное количество фраз и предложений, используя ограниченное количество грамматических или лингвистических средств. Этот принцип отражен в известном высказывании Вильгельма ф. Гумбольдта: «Существует конечное количество звуков и бесконечное количество мыслей». Теоретическая база отработок по образцу — важный компонент аудиолингвистического метода — может быть рассмотрен как необходимая часть коммуникативного принципа, то есть обучение коммуникации с помощью процесса коммуникации.

## История
Отмечалось, что дети, находящиеся в процессе усвоения языка, в монологах перед сном используют высказывания в качестве образца для генерации новых высказываний, изменяя слова или группы слов в предложениях нетипичным для коммуникативной игры образом .
Дети с расстройствами аутистического спектра часто сталкиваются с проблемами в формировании новых высказываний.
В процессе изучения иностранного языка дети могут пользоваться выученными схемами. После того, как ученики начинают понимать внутреннюю структура, слова свободно комбинируются с другими словами, схемы разрушаются и в процессе вариации становятся моделями для аналогичных конструкций.
При изучении иностранного языка преобразование предложений по образцу может показаться механическим и монотонным, из-за чего возникли сомнения, что подобная методика действительно помогает коммуникации. В качестве решения этой проблемы исследователи предлагают использование билингвальных схем коммуникации.

## Примеры
Во время занятий с учениками преподаватель дает новую схему предложения, например, Я люблю читать книги. После того, как ученики выучили новую схему, преподаватель просит учеников составить новые высказывания по этой схеме:
- Он любит читать книги.
- Андрей не любит мыть посуду.
- Они любят выгуливать собаку.

Благодаря проделанной работе происходит усвоение схемы, которая впоследствии помогает построению новых высказываний.